# صراع أورومو
صراع أورومو هو نزاع مسلح جار بين جبهة تحرير أورومو وحكومة إثيوبيا. بدأ الصراع في 1973، عندما أسس القوميون الأورومو جبهة تحرير أورومو وجناحها المسلح، جيش تحرير أورومو.

## خلفية
شعب أورومو هو جماعة عرقية تقطن غالبيتها في إثيوبيا، ولديها مجتمعات محلية صغيرة في كينيا المجاورة والصومال كذلك. وهي أكبر جماعة عرقية في إثيوبيا ولها أكبر نطاق انتشار في القرن الأفريقي؛ وفقا لإحصاء 2007، فإن هذه العرقية تشكل حوالي %34.5 من سكان إثيوبيا، وتشير تقديرات أخرى أنها تشكل حوالي %40 من السكان.
في 1967، حظر النظام الإمبراطوري لهيلا سيلاسي الأول جمعية ميكا وتولاما للمساعدة الذاتية، وهي حركة اجتماعية أورومية، وقام بالعديد من عمليات الاعتقال الجماعي والإعدام لأعضائها. كان زعيم المجموعة، وهو العقيد الجنرال تاديسي بيرو، الذي كان ضابطا عسكريا بارزا، من بين المعتقلين. أثارت هذه الإجراءات التي قام بها النظام غضبا في أوساط المجتمع الأورومي، وأدت في نهاية المطاف إلى تشكيل جبهة التحرير الوطني الإثيوبية في 1967 وجبهة تحرير أورومو في 1973.